# Mościce Dolne
Mościce Dolne – wieś w Polsce położona w województwie lubelskim, w powiecie bialskim, w gminie Sławatycze.
Część dawnej osady olęderskiej „Neydorf-Neybrof”, której nazwę zmieniono w roku 1929 na Mościce Dolne (po wizycie i na cześć Prezydenta Ignacego Mościckiego). Początkiem miejscowości było osadzenie na jej terenie przez Rafała Leszczyńskiego na prawie olęderskim rodzin pochodzących z Holandii i Niemiec w I poł. XVII w. Na przełomie XVII i XVIII wieś zasiedlili również osadnicy z ziem polskich, a także ze Śląska. 
Podczas II wojny światowej miejscowość została podzielona pomiędzy Związek Radziecki i Niemcy wzdłuż rzeki Bug. Mieszkańców mających korzenie niemieckie, bez względu na to, czy żyli po stronie niemieckiej czy sowieckiej, podobnie jak mieszkańców Mościc Górnych (Neybrof) zmuszano do wyjazdu do Kraju Warty. W ich miejsce przesiedlono do części Mościc Dolnych znajdujących się pod okupacją niemiecką Polaków wypędzonych z Wielkopolski. 
Po II wojnie światowej Wielkopolanie powrócili w swoje rodzinne strony, zaś do wsi przybyli repatrianci zza Buga, w tym mieszkańcy Mościc Górnych i części Mościc Dolnych znajdujących się pod okupacją sowiecką. Osady olęderskie znajdujące się na wschód od Buga zostały przez Sowietów zlikwidowane jeszcze podczas wojny. Do tej pory w miejscowości żyją potomkowie "Olędrów", noszący charakterystyczne spolszczone nazwiska (Kunc, Szulc, Zelent, Milart, Holc). Tradycyjnym zajęciem (aż do 2 poł. XX w.) mieszkańców wsi była tzw. "wozka" czyli prace przy budowie nasypów i dróg na rozległych obszarach Europy środkowej i wschodniej.
W latach 1975–1998 miejscowość administracyjnie należała do województwa bialskopodlaskiego.
Wieś jest sołectwem w gminie Sławatycze. Według Narodowego Spisu Powszechnego z roku 2011 wieś liczyła 203 mieszkańców.
Wierni Kościoła rzymskokatolickiego należą do parafii Matki Bożej Różańcowej w Sławatyczach.